# 怎麼辦家康
《怎麼辦家康》（日語：どうする家康），日本放送協會製作的第62部大河劇，自2023年1月8日起，於日本時間每週日晚間八點於NHK綜合頻道播出，由松本潤主演。

## 故事概要
失怙失城，與母分離，孤苦伶仃的竹千代作為人質，認為自己將終生屈居人下。為了回應三河武士的期望，他終於接受命運，投身烽火。在強敵環伺之中，他依靠家臣輔佐，渡過生死難關，最終建立基業。

## 製作

### 劇本
幾乎無人不知的戰國霸主，在大河電視劇裡和信長或是秀吉相比，似乎沒什麼人氣，是因為似乎以狡猾的形象滾落大位？但這正是家康吸引編劇古澤良太的原因。沒有魅力也非天才更不是浪漫野心家，一個弱小而心思細膩的年輕人，只是因為生為大名的孩子的宿命，不情願地披上鎧甲，拼命思考生存之道的同時和強者們搏鬥，和充滿個性的夥伴們一起在亂世中倖存下來，這正好是誰都能產生共鳴的現代英雄吧。因此古澤良太在此劇提出的提案中心為「人生是被沒有正確答案的『怎麼辦』逼迫著做出決定的對吧」。企劃通過之後，他表示想用「大膽、謙虛且享受壓力的狀態下來寫」，「主演的松本潤擁有的形象，非常適合我想描寫的主人公ー天真不可靠的王子。敬請期待每週和他一起哭笑著奔跑的一年」。
繼1983年《德川家康》和2000年《葵德川三代》後，NHK第3次以德川家康為大河劇主角。

## 登場人物

### 德川家
- 松平元康／德川家康

演出：川口和空（少年）→ 松本潤
幼名竹千代，初名松平元信。先後成為織田家及今川家的人質，在今川義元死後脫離人質身分成為岡崎城主，后来创立江户幕府，成为日本的征夷大将军。
- 於大之方

演出：松嶋菜菜子
家康之母。
- 松平廣忠

演出：飯田基祐
家康之父，岡崎城主。
妻眷兒女
- 瀨名／築山殿

演出：有村架純
元康正室，關口氏純之女。
- 於愛之方

演出：廣瀨愛麗絲
家康側室，秀忠生母。
- 阿葉

演出：北香那
家康側室，鵜殿之族，督姬生母。
- 阿萬

演出：松井玲奈
家康側室，秀康生母。
- 阿茶局

演出：松本若菜
家康側室。
- 德川信康

演出：寺嶋真秀（童年）→ 細田佳央太
乳名竹千代，家康嫡子。
- 五德

演出：松岡夏輝（幼年）→ 久保史緒里
信長之女，信康正室。
- 龜姬

演出：池村碧彩（幼年）→ 當真亞美
家康之女，適奧平信昌。
- 督姬

演出：清乃あさ姫
家康之女，適北條氏直。
- 結城秀康

演出：岩田琉聖（幼年）→ 岐洲匠
家康之子，結城家養子。
- 德川秀忠

演出：森崎溫
家康之子，二代將軍。
- 千姬

演出：原菜乃華
家康孫女，秀忠與江長女。
- 德川家光

演出：潤浩
家康之孫，三代將軍。
輔翼之臣
- 酒井忠次

演出：大森南朋
眾臣的領袖，家康姑父。
- 石川數正

演出：松重豐
元老重臣。
- 本多忠勝

演出：山田裕貴
虎賁之士。
- 榊原康政

演出：杉野遙亮
望族子弟。
- 井伊直政

演出：板垣李光人
- 鳥居忠吉

演出：尾形一成
元忠之父。
- 鳥居元忠

演出：音尾琢真
殉於伏見城之戰。
- 大久保忠世

演出：小手伸也
- 平岩親吉

演出：岡部大
- 服部半藏／正成

演出：山田孝之
統領一眾忍者。
- 夏目廣次

演出：甲本雅裕
庶務執掌。
- 本多忠真

演出：波岡一喜
忠勝之叔。
- 渡邊守綱

演出：木村昴
- 大岡弥四郎（日语：大賀弥四郎）

演出：每熊克哉
信康輔佐。
- 本多正信

演出：松山研一
- 土屋長吉重治（日语：土屋重治）

演出：田村健太郎
- 山田八藏（日语：山田重英）

演出：米本學仁
- 西鄉義勝（日语：西郷義勝）

演出：飯作雄太郎
於愛前夫。
- 威廉亞當斯

演出：村雨辰剛
英國航海家，外交顧問。
- 伊奈忠次

演出：灘儀武
關東代官頭。
近親遠屬
- 水野信元

演出：寺島進
- 久松長家

演出：莉莉・弗蘭奇
- 久松源三郎勝俊（日语：松平康俊）

演出：塩崎忍（幼年）→ 長尾謙杜
長家之子，家康異父弟。
- 久松家長女／次女／三女

演出：池村咲良／寺田藍月／永尾柚乃
長家之女，家康異父妹。
- 登與（日语：碓井姫）

演出：猫背椿
忠次之妻，家康姑母。
- 鍋

演出：木村多江
數正之妻。
- 稻

演出：鳴海唯
忠勝之女。
- 松平昌久（日语：松平昌久）

演出：角田晃廣
大草松平家當主。自詡宗家。
- 奧平信昌

演出：白洲迅
奧平家家主。龜姬之夫。
- 鳥居強右衛門

演出：岡崎體育
奧平家士兵。
- 金地院崇傳

演出：田山涼成
臨濟宗高僧，德川幕府的政治顧問。
- 林羅山

演出：哲夫
儒學家，德川家的智囊。
- 本多正純

演出：井上祐貴
本多正信之子。
- 阿杉／阿梅

演出：小野寺ずる／白神美彌妃
松平家的侍女，一向宗門徒。
- 阿高／阿富

演出：輝有子／内海誠子
松平家的侍女。
- 美代

演出：中村守里
松平家的侍女。
- 阿龍

演出：伊藤麻衣子
松平家的侍女。
- ひよ（日语：奥山ひよ）

演出：中島亞梨沙
直政之母。
- 石川康勝（日语：石川康勝）

演出：久世峻舵
數正次男。
- 大久保忠益

演出：吉家章人
- 福

演出：寺島忍
三代將軍德川家光之乳母
- 初

演出：古川凛（幼年）→ 鈴木杏
阿市與淺井長政的次女。
- 江

演出：有香（幼年）→ 舞子
阿市與淺井長政的三女。
- 南光坊天海

演出：小栗旬

### 織田家
- 織田信長

演出：三浦綺羅（幼年）→岡田准一
尾張織田彈正忠家當代。稱元康為「白兔」。
- 織田信秀

演出：藤岡弘
信長之父。
- 阿市

演出：上村結羽（幼年）→ 北川景子
信長之妹。
- 柴田勝家

演出：吉原光夫
- 明智光秀

演出：酒向芳
發動「本能寺之變」，令主家霸業毀於一旦。
- 佐久間信盛

演出：立川談春
譜代家老，歷仕兩朝。
- 池田恆興

演出：德重聰
織田家武將，後投靠秀吉。
- 織田信雄

演出：濱野謙太
信長次男。
- 織田信孝

演出：吉田朋弘
信長三男。
- 三法師

演出：濱田碧生
信長之孫，織田信忠長子。
- 森亂

演出：大西利空
信長小姓。
- 丹羽長秀

演出：福澤朗
織田家重臣。
- 阿月

演出：伊東蒼
阿市的侍女。
- 平手政秀

演出：牧野望
- 松井友閑

演出：村上和
織田家家臣，堺的代官。
- 森長可

演出：城田優
織田家武將，後投靠秀吉。
- 堀秀政

演出：小早川嘉人
織田家武將，後投靠秀吉。

### 豐臣家
- 豐臣秀吉

演出：室剛
家康的對頭。
- 豐臣秀長

演出：佐藤隆太
秀吉之弟。
- 茶茶

演出：白鳥玉季（幼年）→ 北川景子
秀吉侧室。阿市與淺井長政的長女。
- 寧寧

演出：和久井映見
秀吉之妻。
- 仲

演出：高畑淳子
秀吉之母。
- 旭

演出：山田真步
秀吉之妹。
- 豐臣秀賴

演出：重松理仁（幼年）→作間龍斗
秀吉之子。
- 豐臣秀次

演出：山下真人
秀吉外甥。
- 加藤清正

演出：淵上泰史
豐臣家武將。
- 福島正則

演出：深水元基
豐臣家武將。
- 石田三成

演出：中村七之助
豐臣家家臣，五奉行之首。
- 宇喜多秀家

演出：柳俊太郎
備前國大名。五大老之一。
- 前田利家

演出：宅麻伸
加賀的大大名，五大老之一。
- 前田利長

演出：早川剛史
前田利家之子。
- 大谷吉繼

演出：忍成修吾
豐臣家家臣。
- 小西行長

演出：池內萬作
豐臣家家臣，基督教大名。
- 島左近

演出：高橋努
三成的重臣。
- 黑田長政

演出：阿部進之介
豐臣家家臣。
- 蜂須賀家政

演出：武田幸三
豐臣家家臣。
- 藤堂高虎

演出：網川凛
豐臣家家臣，後投靠家康。
- 淺野長政

演出：濱津隆之
豐臣家家臣，五奉行之一。
- 德善院玄以

演出：村杉蟬之介
豐臣家家臣，五奉行之一。
- 增田長盛

演出：隈部洋平
豐臣家家臣，五奉行之一。
- 長束正家

演出：長友郁真
豐臣家家臣，五奉行之一。
- 西笑承兌（日语：西笑承兌）

演出：緒方義博
豐臣配下外交僧。
- 小早川秀秋

演出：嘉島陸
秀吉養子，過繼給小早川家。
- 片桐且元

演出：川島潤哉
豐臣家家臣。
- 大野治長

演出：玉山鐵二
豐臣家家臣。
- 土方雄久（日语：土方雄久）

演出：水野智則
豐臣家家臣。
- 山內一豐

演出：山丸親也
豐臣家家臣。
- 長宗我部盛親

演出：火野蜂三
豐臣家家臣。
- 毛利吉政

演出：菅原卓磨
豐臣家家臣。
- 大谷吉治

演出：東山龍平
豐臣家家臣，大谷吉繼之子。
- 後藤又兵衛

演出：藏原健
豐臣家家臣。
- 明石全登

演出：小島久人
豐臣家家臣。
- 大藏卿局

演出：大竹忍
大野治長之母。

### 今川家
- 今川義元

演出：野村萬齋
轄制東海道三國腹地，庇護家康並悉心教育，殉於桶狹間。
- 今川氏真

演出：數井琥恩（幼年）→ 溝端淳平
義元嫡子。
- 糸（日语：早川殿）

演出：志田未來
北條氏康之女，氏真正室。駿相同盟的紐帶。
- 關口氏純

演出：渡部篤郎
筆頭家老，瀨名之父。
- 巴（日语：関口夫人）

演出：真矢美季
瀨名之母。
- 鵜殿長照

演出：野間口徹
上之鄉城主。
- 田鶴（日语：お田鶴の方）

演出：關水渚
長照之妹，瀨名閨友。曳馬城主之遺孀。
- 種

演出：豐嶋花
瀨名的侍女。
- 山田新右衛門（日语：山田元益）

演出：天野博之
岡崎城代。
- 吉良義昭

演出：矢島健一
東條城主。
- 岡部元信

演出：田中美央
今川家家臣。
- 鵜殿氏長（日语：鵜殿氏長）／鵜殿氏次（日语：鵜殿氏次）

演出：寄川歌太／石田星空
鵜殿長照的長男／次男。
- 飯尾連龍

演出：渡部豪太
曳馬城主。

### 武田家
- 武田信玄

演出：阿部寬
- 武田勝賴

演出：真榮田鄉敦
信玄嗣子。
- 山縣昌景

演出：橋本哲
- 穴山信君／梅雪

演出：田邊誠一

### 淺井家
- 淺井長政

演出：大貫勇輔
阿市之夫。

### 北條家
- 北條氏政

演出：駿河太郎
後北條氏第四代當主。
- 北條氏直

演出：西山潤
後北條氏第五代當主。

### 真田家
- 真田昌幸

演出：佐藤浩市
真田家當主。
- 真田信幸

演出：吉村界人
昌幸長子。
- 真田信繁

演出：日向亘
昌幸次子。

### 毛利家
- 毛利輝元

演出：吹越滿
毛利家當主，關原之戰西軍總大將。
- 吉川廣家

演出：井上賢嗣
毛利家家臣。

### 上杉家
- 上杉景勝

演出：津田寛治
上杉家當主。
- 直江兼續

演出：上野隆博
上杉家參謀。

### 室町幕府
- 足利義昭

演出：古田新太
第15代將軍。

### 其他人物
- 登譽上人（日语：登誉天室）

演出：里見浩太朗
松平氏菩提寺住職。
- 空誓上人（日语：空誓）

演出：市川右團次
本證寺住職。
- 茶屋四郎次郎（日语：茶屋四郎次郎）

演出：中村勘九郎
京都豪賈。
- 大鼠

演出：千葉哲也
伊賀忍者首領。
- 女大鼠

演出：松本真理香
偵查女忍，擅易容術。
- 穴熊

演出：川畑和雄
伊賀忍者。
- 大山犬／猿／豬之介

演出：中澤兼利／小野瀬悠太／小田伸泰
伊賀忍者。
- 伴與七郎（日语：伴与七郎）

演出：新田健太
甲賀忍者。
- 戶田宗光

演出：真水稔生
松平臣屬，陽奉陰違，送質予織田。
- 望月千代

演出：古川琴音
遊歷四方、廣羅情報的巫女。
- 阿楓／阿琳（おりん）

演出：天翔愛／天翔天音
舞女。
- 富／文（ふみ）

演出：鯉沼登紀／柴田浩味
三河眾家眷。
- 阿玉

演出：井頭愛海
本多正信的青梅竹馬、一向宗門徒。
- 老婦

演出：柴田理惠
引間城下販賣團子的老婦。
- 商人

演出：片桐伸直。
- 僕人

演出：長浜之人
濱松城工作的僕人。
- 津田宗及

演出：山上賢治
堺的商人。
- 多羅尾光俊

演出：喜太郎
甲賀忍者，小川城主。
- 百地丹波

演出：嶋田久作
伊賀的頭領。

## 幕後人員
- 編劇：古澤良太
- 音樂：稻本響（日语：稲本響）
- 片頭音樂演奏：NHK交響樂團
- 片頭音樂指揮：尾高忠明（日语：尾高忠明）
- 旁白：寺島忍
- 副聲道解說：宗方脩（日语：宗方脩）
- 題字設計：GOO CHOKI PAR
- 製作統籌：磯智明（日语：磯智明）
- 製作人：村山峻平、川口俊介
- 導演：加藤拓（日语：加藤拓）、村橋直樹（日语：村橋直樹）、小野見知（日语：小野見知）、野口雄大、川上剛、田中諭
- 時代考證：小和田哲男（日语：小和田哲男）、平山優（日语：平山優 (歴史学者)）、柴裕之
- 風俗考證：佐多芳彦（日语：佐多芳彦）
- 建築考證：三浦正幸（日语：三浦正幸）
- 藝能考證：友吉鶴心
- 古文書考證：大石泰史
- 人物設計監修：柘植伊佐夫（日语：柘植伊佐夫）
- 特殊化妝：江川悦子（日语：江川悦子）、神田文裕、高畑遙夏
- 身段指導：花柳壽樂（日语：花柳寿楽 (3代目)）、花柳錦千代、花柳忠彥、藤蔭靜千華
- 殺陣指導：諸鍛冶裕太（日语：諸鍛冶裕太）
- 武術指導：松本真治
- 馬術指導：田中光法
- 佛事指導：細川晉輔、古川周賢、近松譽
- 書道指導：金敷駸房
- 華道・茶道指導：井關脩智
- 木雕指導：關侊雲（日语：関侊雲）
- 蹴鞠指導：山本隆史
- 醫事指導：富田康彥
- 忍者指導：山田雄司（日语：山田雄司）
- 忍者體術指導：川上仁一
- 漢籍讀音指導：合山林太郎
- 裁縫指導：小林操子
- 助產指導：
- 舞踏指導：TAKAHIRO（日语：上野隆博）
- 三河方言指導：柴田浩味（日语：柴田浩味）
- 尾張方言指導：早川剛史

## 紀行
- 旁白：松重豐
- 鋼琴演奏：稻本響

## 播出日程及收視率
- 紅色字標示的為劇集播放至今關東及關西地區收視率最高值，藍色字標示的為最低值。

| 集數                                                         | 播放日期       | 標題                   | 導演     | 紀行 | 收視率 |
| ------------------------------------------------------------ | -------------- | ---------------------- | -------- | --- | ------ |
| 1                                                            | 2023年1月8日   | 桶狹間該如何是好 （どうする桶狭間）  | 加藤拓   | 久能山東照宮（靜岡縣靜岡市） 靜岡淺間神社（靜岡縣靜岡市） 靜岡市政廳前模型郵箱地標（靜岡縣靜岡市） | 15.4%  |
| 2                                                            | 2023年1月15日  | 兔與狼 （兎と狼）            | 村橋直樹 | 岡崎公園（愛知縣岡崎市） 龍城神社（愛知縣岡崎市） 大樹寺（愛知縣岡崎市） | 15.3%  |
| 3                                                            | 2023年1月22日  | 三河平定戰 （三河平定戦）        | 村橋直樹 | 靜岡淺間神社（靜岡縣靜岡市） 駿府城公園（靜岡縣靜岡市） | 14.8%  |
| 4                                                            | 2023年1月29日  | 人在清須怎麼辦！ （清須でどうする！）  | 村橋直樹 | 清洲古城跡公園（愛知縣清須市） 御園神明社（愛知縣清須市） 清洲城（愛知縣清須市） | 13.9%  |
| 5                                                            | 2023年2月5日   | 巧計救瀨名 （瀬名奪還作戦）        | 加藤拓   | 千賀地城遺跡（三重縣伊賀市） 伊賀流忍者博物館（三重縣伊賀市） 敢國神社（三重縣伊賀市） | 12.9%  |
| 6                                                            | 2023年2月12日  | 續．巧計救瀨名 （続・瀬名奪還作戦）    | 川上剛   | 上之鄉城遺跡（愛知縣蒲郡市） 正行院（愛知縣蒲郡市） | 13.3%  |
| 7                                                            | 2023年2月19日  | 我的家 （わしの家）            | 小野見知 | 岡崎公園遺跡（愛知縣岡崎市） 桶狹間古戰場傳說地（愛知縣豐明市） 桶狹間古戰場公園（愛知縣名古屋市） | 13.1%  |
| 8                                                            | 2023年2月26日  | 三河暴動怎麼辦 （三河一揆でどうする！）    | 川上剛   | 岡崎公園（愛知縣岡崎市） 勝鬘寺（愛知縣岡崎市） 上宮寺（愛知縣岡崎市） 本證寺（愛知縣安城市） | 12.1%  |
| 9                                                            | 2023年3月5日   | 該要守護的 （守るべきもの）        | 小野見知 | 西尾城（西尾市歴史公園）（愛知縣西尾市） 東條城遺跡（古城公園）（愛知縣西尾市） 稻荷山茶園公園（愛知縣西尾市） 紅樹院（愛知縣西尾市） | 11.8%  |
| 10                                                           | 2023年3月12日  | 側室怎麼辦 （側室をどうする！）        | 小野見知 | 緒川城遺址（愛知縣東浦町） 於大公園（愛知縣東浦町） 刈谷城遺址（龜城公園）（愛知縣刈谷市） 椎之木屋敷遺跡（愛知縣刈谷市） 楞嚴寺（愛知縣刈谷市） | 07.2%  |
| 11                                                           | 2023年3月19日  | 與信玄的密約 （信玄との密約）      | 村橋直樹 | 濱松祭會館（靜岡縣濱松市） 元城町東照宮（靜岡縣濱松市） 椿姫觀音（靜岡縣濱松市） | 10.9%  |
| 12                                                           | 2023年3月26日  | 氏真 （氏真）              | 村橋直樹 | 掛川城（靜岡縣掛川市） 龍尾神社（靜岡縣掛川市） 掛川古城（靜岡縣掛川市） | 11.0%  |
| 13                                                           | 2023年4月2日   | 家康赴京都 （家康、都へゆく）        | 川上剛   | 小谷城遺跡（滋賀縣長濱市） 國友鐵砲博物館（滋賀縣長濱市） 長濱市曳山博物館（滋賀縣長濱市） | 11.0%  |
| 4月9日停播一次，播出第20屆統一地方選舉開票特別節目。         |                |                        |          | |        |
| 14                                                           | 2023年4月16日  | 人在金崎怎麼辦 （金ヶ崎でどうする！）    | 川上剛   | 熊川宿（福井縣若狹町） 得法寺（福井縣若狹町） 妙顯寺（福井縣敦賀市） 金崎城遺跡（福井縣敦賀市） | 11.4%  |
| 15                                                           | 2023年4月23日  | 人在姉川怎麼辦 （姉川でどうする！）    | 田中諭   | 元城町東照宮（弘間城跡）（靜岡縣濱松市） 濱松城（靜岡縣濱松市） 遠江分器稻荷神社（靜岡縣濱松市） | 11.1%  |
| 16                                                           | 2023年4月30日  | 別惹信玄不開心 （信玄を怒らせるな）    | 加藤拓   | 武田神社（山梨縣甲府市） 甲斐黃金村・湯之奧金山博物館（山梨縣身延町） | 10.7%  |
| 17                                                           | 2023年5月7日   | 三方原大戰 （三方ヶ原合戦）        | 小野見知 | 二俣城遺跡（靜岡縣濱松市） | 10.1%  |
| 18                                                           | 2023年5月14日  | 真・三方原大戰 （真・三方ヶ原合戦）    | 村橋直樹 | 三方ヶ原古戰場碑（靜岡縣濱松市） 濱松八幡宮（靜岡縣濱松市） 濱松城（濱松城公園）（靜岡縣濱松市） 犀ヶ崖（靜岡縣濱松市） | 10.9%  |
| 19                                                           | 2023年5月21日  | 與仕女有染怎麼辦 （お手付きしてどうする!）  | 加藤拓   | 惠林寺・信玄公寶物館（山梨縣甲州市） | 11.5%  |
| 20                                                           | 2023年5月28日  | 岡崎政變 （岡崎クーデター）          | 野口雄大 | 井伊谷城遺跡（城山公園）（靜岡縣濱松市） 共保公出生的井戶（靜岡縣濱松市） 龍潭寺（靜岡縣濱松市） | 10.4%  |
| 21                                                           | 2023年6月4日   | 救救長篠吧 （長篠を救え!）        | 川上剛   | 長篠城遺址史跡保存館（愛知縣新城市） 鳥居強右衛門勝商上陸之地（愛知縣新城市） 鳥居強右衛門磔死之碑（愛知縣新城市） 甘泉寺（愛知縣新城市） 新昌寺（愛知縣新城市）                                                                                           | 10.8%  |
| 22                                                           | 2023年6月11日  | 設樂原之戰 （設楽原の戦い）        | 田中諭   | 設樂原古戰場（愛知縣新城市） 織田信長戰地本陣遺跡（愛知縣新城市） 家康物見塚（愛知縣新城市） | 10.8%  |
| 23                                                           | 2023年6月18日  | 瀬名覺醒 （瀬名、覚醒）          | 小野見知 | 大樹寺（愛知縣岡崎市） 松平東照宮（愛知縣豐田市） 高月院（愛知縣豐田市） | 10.2%  |
| 24                                                           | 2023年6月25日  | 集結於築山 （築山へ集え!）        | 加藤拓   | 高天神城遺跡（搦手門）（靜岡縣掛川市） | 10.0%  |
| 25                                                           | 2023年7月2日   | 遙不可及的夢 （はるかに遠い夢）      | 村橋直樹 | 佐鳴湖 小藪碼頭遺跡（靜岡縣濱松市） 西來院（靜岡縣濱松市） 濱松城（濱松城公園）（靜岡縣濱松市） | 10.6%  |
| 26                                                           | 2023年7月9日   | 閒情逸致遊富士 （ぶらり富士遊覧）    | 川上剛   | 本栖湖（山梨縣） 富士山本宮淺間大社（靜岡縣富士宮市） 人穴富士講遺跡（靜岡縣富士宮市） 白絲瀑布（靜岡縣富士宮市） 浮島原自然公園（靜岡縣富士市） | 10.7%  |
| 27                                                           | 2023年7月16日  | 安土城的決鬥 （安土城の決闘）      | 加藤拓   | 安土城遺跡（滋賀縣近江八幡市） 滋賀縣立安土城考古博物館（滋賀縣近江八幡市） 常樂寺港舟入跡（常濱水邊公園）（滋賀縣近江八幡市） 錯誤：語言代碼「セミナリヨ」不存在推定地（滋賀縣近江八幡市） 錯誤：語言代碼「安土城天主信長の館」不存在（滋賀縣近江八幡市） | 10.0%  |
| 28                                                           | 2023年7月23日  | 本能寺之變 （本能寺の変）        | 村橋直樹 | 堺市博物館（大阪府堺市） 自行車博物館（大阪府堺市） 開口神社（大阪府堺市） 妙國寺（大阪府堺市） | 12.7%  |
| 29                                                           | 2023年7月30日  | 橫越伊賀 （伊賀を越えろ！）          | 川上剛   | 小川城遺跡（滋賀縣甲賀市） 明王寺（滋賀縣甲賀市） 德永寺（三重縣伊賀市） 白子濱（三重縣鈴鹿市） | 11.5%  |
| 30                                                           | 2023年8月6日   | 新的霸主 （新たなる覇者）          | 野口雄大 | 余吳湖（滋賀縣長濱市） 北之城遺址（柴田公園）（福井縣福井市） 西光寺（福井縣福井市） | 09.4%  |
| 31                                                           | 2023年8月13日  | 史上最大的決戰 （史上最大の決戦）    | 田中諭   | 犬山城（愛知縣犬山市） 樂田城遺址（愛知縣犬山市） | 10.1%  |
| 32                                                           | 2023年8月20日  | 小牧長久手的激鬥 （小牧長久手の激闘）  | 加藤拓   | 史跡 小牧山（愛知縣小牧市） 長久手公園（古戰場公園）（愛知縣長久手市） 首塚（愛知縣長久手市） 教圓寺（愛知縣長久手市） | 10.2%  |
| 33                                                           | 2023年8月27日  | 叛徒 （裏切り者）              | 加藤拓   | 大阪城公園（大阪府大阪市） 寶嚴寺（滋賀縣長濱市） | 10.1%  |
| 34                                                           | 2023年9月3日   | 豐臣的新娘 （豊臣の花嫁）        | 小野見知 | 松本城（長野縣松本市） 中町通（長野縣松本市） 天白神社（長野縣松本市） 兔川寺（長野縣松本市） | 11.7%  |
| 9月10日停播一次，播出2023年世界盃橄欖球賽（日本VS智利）。    |                |                        |          | |        |
| 35                                                           | 2023年9月17日  | 慾望的怪物 （欲望の怪物）        | 村橋直樹 | 上田城遺跡公園（長野縣上田市） 北國街道 柳町（長野縣上田市） | 10.1%  |
| 36                                                           | 2023年9月24日  | 於愛日記 （於愛日記）          | 村橋直樹 | 五社神社（靜岡縣濱松市） 寶台院（靜岡縣靜岡市） | 09.9%  |
| 37                                                           | 2023年10月1日  | 再會了 三河家臣團 （さらば三河家臣団） | 川上剛   | 小田原城（神奈川縣小田原市） 石垣山一夜城（神奈川縣小田原市） | 10.1%  |
| 38                                                           | 2023年10月8日  | 出兵中土 （唐入り）          | 梶原登城 | 名護屋城遺跡（佐賀縣唐津市） 佐賀縣立名護屋城博物館（佐賀縣唐津市）\|07.4% |        |
| 39                                                           | 2023年10月15日 | 太閣薨逝 （太閤、くたばる）          | 村橋直樹 | 回向院（愛知縣岡崎市） 井田城遺跡（愛知縣岡崎市） 福谷城遺跡（愛知縣三好市） 吉田城遺跡（愛知縣豐橋市） | 10.4%  |
| 40                                                           | 2023年10月22日 | 天下掌權人家康 （天下人家康）    | 野口雄大 | 石田會館（滋賀縣長濱市） 觀音寺（滋賀縣米原市） | 11.1%  |
| 41                                                           | 2023年10月29日 | 逆襲的三成 （逆襲の三成）        | 田中諭   | 黑島（大分縣臼杵市） 洋式帆船建造之地（静岡縣伊東市） 塚山公園 按針塚（神奈川縣橫須賀市） 淨土寺（神奈川縣橫須賀市） 三浦按針之墓（長崎縣平戶市） | 10.1%  |
| 42                                                           | 2023年11月5日  | 一戰定天下 （天下分け目）        | 川上剛   | 明治天皇伏見桃山陵（京都府京都市） 伏見桃山城運動公園（京都府京都市） 養源院（京都府京都市） | 10.0%  |
| 43                                                           | 2023年11月12日 | 關之原之戰 （関ケ原の戦い）        | 梶原登城 | 關原古戰場（決戰之地）（岐阜縣關原町） 若宮八幡神社（岐阜縣關原町） | 11.9%  |
| 44                                                           | 2023年11月19日 | 德川幕府誕生 （徳川幕府誕生）      | 村橋直樹 | 舊江戶城（皇居東御苑）（東京都千代田區） 日本橋（東京都中央區） 「銀座發祥之地」碑（東京都中央區） 淺草寺（東京都台東區） | 11.0%  |
| 45                                                           | 2023年11月26日 | 兩位王子 （二人のプリンス）          | 田中諭   | 寺町通（京都府京都市） 三條大橋（京都府京都市） 方廣寺（京都府京都市） 元離宮二條城（京都府京都市） | 11.6%  |
| 46                                                           | 2023年12月3日  | 大坂之陣 （大坂の陣）          | 中村周祐 | 大阪城公園（大阪府大阪市） 茶臼山（天王寺公園）（大阪府大阪市） 三光神社（大阪府大阪市） 九度山・真田博物館（和歌山縣九度山町） | 11.6%  |
| 47                                                           | 2023年12月10日 | 亂世的亡靈 （乱世の亡霊）        | 川上剛   | 大阪城公園（大阪府大阪市） 東光院（大阪府豐中市） 養源院（京都府京都市） | 11.0%  |
| 48                                                           | 2023年12月17日 | 致神君 （神の君へ）            | 村橋直樹 | 日光東照宮（栃木縣日光市） | 12.3%  |
| 平均收視率 11.2%（收視率由Video Research於日本關東地區統計） |                |                        |          | |        |

## 外部連結
- （日語）官方網站 （页面存档备份，存于）
- 怎麼辦家康的X（前Twitter）
- 怎麼辦家康的Instagram帳戶

| NHK综合频道 週日20:00 - 20:45            | NHK综合频道 週日20:00 - 20:45          | NHK综合频道 週日20:00 - 20:45 |
| ---------------------------------------- | -------------------------------------- | ----------------------------- |
|                                          | 怎麼辦家康 （2023.01.08 - 2023.12.17） |                               |
| 鎌倉殿的13人 （2022.01.09 - 2022.12.18） | 致光之君 （2024.01.07 - 2024.12.15）   |                               |